# Dyops cuprescens
Dyops cuprescens là một loài bướm đêm trong họ Noctuidae.